# Sherlock Holmes (película de 1922)

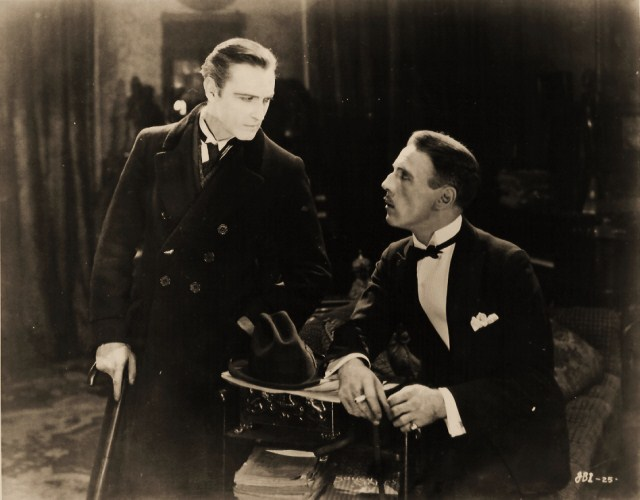
John Barrymore y Roland Young

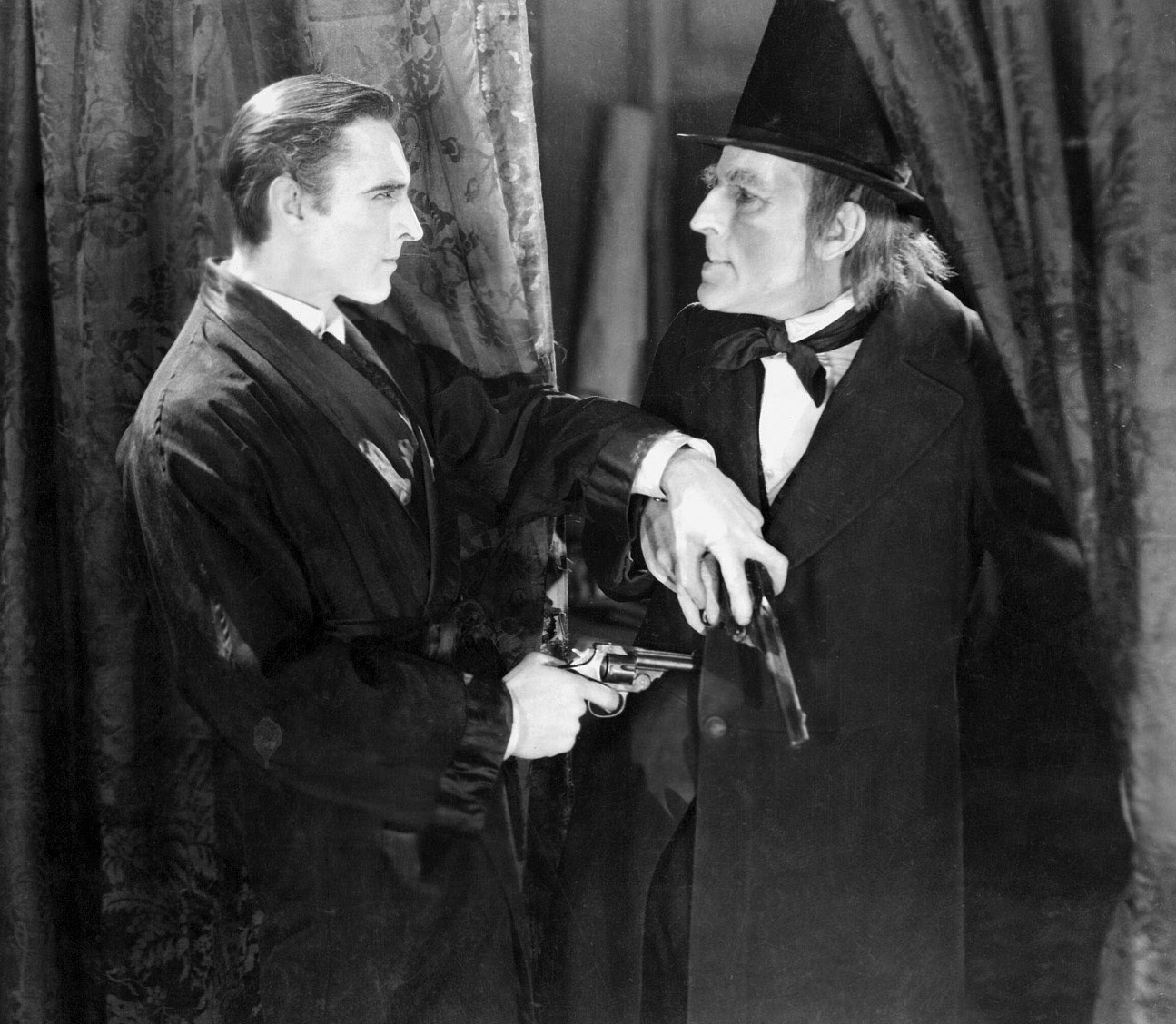
John Barrymore y Gustav von Seyffertitz

Sherlock Holmes (estrenada como Moriarty en el Reino Unido) es una película muda de drama y misterio estadounidense de 1922, dirigida por Albert Parker y protagonizada por John Barrymore como Sherlock Holmes y Roland Young como el doctor John Watson.
La película presenta los debuts en pantalla de William Powell (acreditado como William H. Powell) y Roland Young. Fue escrita por Earle Browne y Marion Fairfax a partir de la obra de 1899 de William Gillette y Arthur Conan Doyle basada en los personajes de Doyle, y fue producida por Goldwyn Pictures Corporation.
La película fue considerada perdida durante décadas, pero fue redescubierta a mediados de la década de 1970 y restaurada por George Eastman House.

## Sinopsis
El estudiante de Cambridge, el príncipe Alexis, fue acusado de robar los fondos deportivos. El amigo y compañero de estudios Watson recomienda que busque la ayuda de su compañero Sherlock Holmes. Holmes, mientras perfecciona sus habilidades de observación en el campo, cae y queda inconsciente. Una joven transeúnte, Alice Faulkner, acude en su ayuda, para su deleite.
Holmes acepta el caso y pronto tiene un sospechoso, Forman Wells. Wells finalmente confiesa que tomó el dinero para intentar escapar de Moriarty; Wells es en realidad el hijo de un ladrón que está siendo preparado por el cerebro criminal para algún plan posterior. Fascinado, Holmes se encuentra con Moriarty cara a cara, pidiendo descaradamente estudiarlo, pero, por supuesto, Moriarty se niega a cooperar. Holmes le informa a Watson que ha encontrado su misión en la vida: detener a Moriarty.
Mientras tanto, el tío de Alexis, el conde von Stalburg, llega con una noticia importante: sus dos hermanos han muerto en un «accidente de tráfico». Ahora es el príncipe heredero y, como tal, no puede casarse con Rose Faulkner, la hermana de Alice. Con el corazón roto, Rose se suicida.
Pasan los años. Holmes es elogiado en un periódico por resolver un misterio que desconcertó a la Scotland Yard. Sus habilidades de investigación no han logrado localizar a Alice Faulkner, pero sus caminos se cruzan nuevamente. Moriarty está detrás de las cartas de amor del príncipe donde chantajea a Rose Faulkner. Ha hecho que su hermana Alice, indigente, sea contratada como secretaria por «G. Neville Chetwood», quien es en realidad un secuaz llamado James Larrabee. Cuando el príncipe le pide a Holmes que tome el caso, inicialmente se niega, ya que responsabiliza al príncipe de la muerte de Rose, pero cambia de opinión cuando se entera de que Alice está involucrada.
Holmes hace que Forman Wells se infiltre en la casa de Larrabee como el nuevo mayordomo. Mediante engaños, Holmes consigue que Alice le revele dónde ha escondido las cartas, pero curiosamente, una vez que las tiene en sus manos, se las devuelve, aunque ella tiene la intención de publicarlas para vengar a su hermana. Le informa a Watson que las cartas serán el cebo para sacar a Moriarty de su guarida.
Por su parte, Moriarty se ha sentido frustrado al verse empujado cada vez más a la clandestinidad por la incesante persecución de Holmes por él. Hace que traigan a Alice a una «cámara de gas» (donde se ha deshecho de los demás). Holmes entra a sabiendas en la trampa, pero logra rescatar a Alice de todos modos.
Moriarty luego pone en movimiento toda su vasta organización para tratar de matar a su némesis. Sin embargo, Holmes está a la altura del desafío. La mayoría de los secuaces de Moriarty son capturados por la policía, y cuando Moriarty llega en persona (disfrazado) para hacer el trabajo, Holmes también lo atrapa. Holmes luego planea su luna de miel con Alice.

## Reparto
- John Barrymore como Sherlock Holmes;
- Roland Young como el doctor John Watson;
- Carol Dempster como Alice Faulkner;
- Gustav von Seyffertitz como el profesor Moriarty;
- Louis Wolheim como Craigin;
- Percy Knight como Sid Jones;
- William H. Powell como Forman Wells;
- Hedda Hopper como Madge Larrabee;
- Peggy Bayfield como Rose Faulkner;
- Margaret Kemp como Therese;
- Anders Randolf como James Larrabee;
- Robert Schable como Alf Bassick;
- Reginald Denny como el príncipe Alexis;
- David Torrence como en conde von Stalburg;
- Robert Fischer como Otto, el ayuda de cámara del príncipe y el subordinado secreto de Moriarty;
- Lumsden Hare como el doctor Leighton;
- Jerry Devine como Billy;
- John Willard como el inspector Gregson;[5]
- Walter Kingsford como el pistolero en el apartamento (sin acreditar).

## Restauración
El material en poder de Eastman House fue la base para una reconstrucción producida por Kevin Brownlow y William K. Everson (ayudado en las primeras etapas por el propio director Albert Parker, entonces en sus 80 años), con una segunda reconstrucción (incorporando elementos recién encontrados) realizada por Eastman House en 2001. Al describir el primer intento de reconstrucción en 1975, Everson dejó en claro que volver a ensamblar el material disponible en una forma visible no era una tarea trivial: «Hace unos años, todo lo que existía de esta película eran rollos y rollos de secciones negativas, en las que cada toma, no cada secuencia, sino cada toma, estaba desordenada, con solo unos pocos títulos flash como guía [...] y un guion que en muchos aspectos difería de la obra, lo que se suma a la hercúlea tarea de ponerlo todo junto.»
La reconstrucción de 2001 fue lanzada en DVD por Kino International en 2009, y aún faltan cerca de 26 minutos de metraje. Un lanzamiento de Kino Blu-ray le siguió en diciembre de 2011.